# 東京市電気局400形電車
東京市電気局400形電車（とうきょうしでんききょく400がたでんしゃ）とは、東京市電気局（後の東京都交通局）が所有した、東京市電（現在の都電）の路面電車の1形式。

## 概要
1924年、関東大震災による焼失車の補充として200両が製造された、東京市電最後の旅客用2軸単車である。オープンデッキとダブルルーフを備えた古典的形状の木造車ではあるが、前後して大量生産された木造3000形と同様、骨組は鋼製であった。
製造当初は東京市電全体での車番整理の途上にあり、400番台を持つ在来車が存在したことから、10400番台のインフレナンバーとして重複を避けた。番号整理が進んでから本来の400番台に戻されている。
台車はブリル21E、主電動機は18.6kW×2。直接制御、ブレーキはハンドブレーキのみ。集電装置はトロリーポールを前後2台ずつ、計4台装備のいわゆるダブルポールであった。集電装置は戦後シングルポール化はされたものの、最後までポール集電のままであった。

## 運用
小型車ゆえに、使用される路線は支線的な輸送量の小さい系統が中心であったようである。そのような中、戦前において特筆される点として、玉川電気鉄道（玉電）の分断区間での運用に伴う貸出が挙げられる。
東京急行電鉄（東急）軌道線の前身である玉電は、1937年に本線（後の玉川線）の玉電ビル（現・東急百貨店東横店西館）の2階への乗り入れにより、天現寺橋線（通称。渋谷 - 天現寺橋間）、及び中目黒線（通称。渋谷橋 - 中目黒間）が本線から分断されてしまった。そのため、分断された路線は東横百貨店（現・東急百貨店東横店東館）前に設置した東横百貨店前停車場からの発着となり、使用される車両は天現寺橋で接続し、隣接して広尾車庫を有する東京市電のものを借用することとなった。
この際同車庫所属の400形が充当され、前面には系統板に代わり、玉電の社章が描かれた板が挿入されて使用された。その後、1938年4月の玉電の東京横浜電鉄（東横）への合併後は、東横の社章が描かれたものが使用された。天現寺橋線・中目黒線は同年11月に東京市への委託運行となり、戦後の1948年に東京都に買収されている。

## 廃車
戦前 - 戦後にかけて後継の小型半鋼製ボギー車700形・800形・1000形・1100形・1200形と出揃い、更に戦後の輸送力不足が落ち着くに従って、本形式は順次廃車となった。
旅客用として最後まで残った400形は26系統（東荒川 - 今井橋間、通称：今井線）用のものである。この路線は城東電気軌道からの承継路線であったが、予定されていた荒川を渡る橋梁が建設されなかったことから、他の都電路線とは完全に分断されていた。

この孤立区間専用として4両が配属され、旧番とは無関係に401 - 404と改番された。方向幕は使用されず、木札のようなサボを前面下部に掲げて使用されていた。

1952年、同区間がトロリーバス化によって他の系統よりも早期に運転休止となり、併せてこれら4両も廃車となった。

## 改造車
改造車として、有蓋電動貨車化されたものが2形式存在した。
甲1形
1944年、戦時下のガソリン不足から稼動不能になったトラックに代わる形で、10両が側窓を閉鎖し、大型の貨物扉を新設する改造を経て有蓋電動貨車甲1形（「甲」は「有蓋貨車」を示す称号）となった。これらのうち5両は戦災に遭い、更生復旧されることもなく廃車となった。
戦後は主に築地市場から都内各地へ鮮魚や青果等の輸送に使用された。しかし、トラック輸送が復活してきた1953年、貨物輸送が廃止され、甲1形はこれに伴い廃車となった。
甲400形
戦後の1947年、引き続き本形式から31両が同じく有蓋電動貨車甲400形とされた。こちらは座席や側窓等の撤去程度の簡易改造であった。
甲1形と同様に鮮魚や青果等の輸送に運用されていたが、1953年の貨物輸送廃止以降は、各車庫に分散配備され車庫 - 工場間の資材輸送車として運用された。
しかし、ブレーキがハンドブレーキのみで、ハンドブレーキのみの車両を扱える乗務員の確保が年々困難になっていったため、程なく全車廃車となった。
甲1形・甲400形とも、塗装は濃緑色であった。

## 譲渡車
仙台市交通局、鹿児島市交通局等に譲渡車が存在した。仙台、鹿児島ともデッキに折戸や引戸が新設されたものがあり、あわせて2段窓化や窓拡大、シングルルーフ化、前面幕板部への明かり取り窓設置などの改造が施され、原型とはかけ離れた形態になっている車両も少なくなかった。

## 400形が描かれた作品
- 児童向け読みもの『ふたごのでんしゃ』（文：渡辺茂男、絵：堀内誠一、あかね書房、1969年）。
この作品は架空の町が舞台で、電車も異なる番号となっていたが、イラストは400形のスタイルが再現されていた。ただし、台車はボギー車のように描かれており、単車だった400形とその点は異なる。
なお、本作は日野市に実在した都電の廃車体を利用した図書館（多摩平図書館、1966年 - 1971年）をヒントに創作されたが、実際の電車図書館に使用されたのは別の形式（1000形・1028号）である[1]。